# Paralamiodorcadion
Paralamiodorcadion is een kevergeslacht uit de familie van de boktorren (Cerambycidae). De wetenschappelijke naam van het geslacht werd voor het eerst geldig gepubliceerd in 1967 door Breuning.

## Soorten
Paralamiodorcadion is monotypisch en omvat slechts de volgende soort:
- Paralamiodorcadion schmidi Breuning, 1967